# STS-6
STS-6 (ang. Space Transportation System) – szósta misja kosmiczna programu amerykańskich lotów wahadłowców i zarazem dziewiczy lot promu kosmicznego Challenger. Rozpoczęła się 4 kwietnia 1983 roku i zakończyła 5 dni później - 9 kwietnia 1983 roku. Była to ostatnia misja posiadająca czteroosobową załogę aż do finałowej misji programu - STS-135.

## Załoga[1][2]
| Funkcja           | Astronauta                |
| ----------------- | ------------------------- |
| Dowódca misji     | Paul J. Weitz             |
| Pilot             | Karol J. Bobko            |
| Specjalista misji | Donald H. Peterson        |
| Specjalista misji | Franklin "Story" Musgrave |

## Parametry misji
- Masa:
  - startowa orbitera: 116,457 kg
  - lądującego orbitera: 86,330 kg
  - ładunku: 21,305 kg
- Perygeum: 288 km
- Apogeum: 295 km
- Inklinacja: 28,5°
- Okres orbitalny: 90,4 min

## Cel misji
Pierwszy lot nowego wahadłowca Challenger, umieszczenie na orbicie satelity telekomunikacyjnego TDRS-1 (Tracking and Data Relay Satellite) oraz pierwszy kosmiczny spacer (EVA) załogi promu kosmicznego.

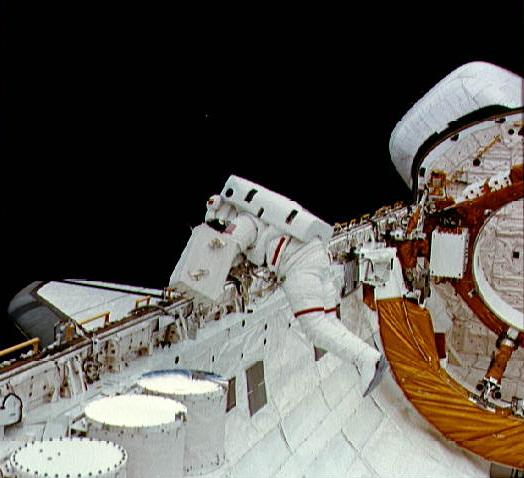
Musgrave podczas EVA

## Spacer kosmiczny[1]
- Uczestnicy: F. Musgrave i D. Peterson
- Data: 7-8 kwietnia 1983 (21:03–01:20 UTC)
- Czas trwania: 4 godziny i 17 minut

## Misja[3]

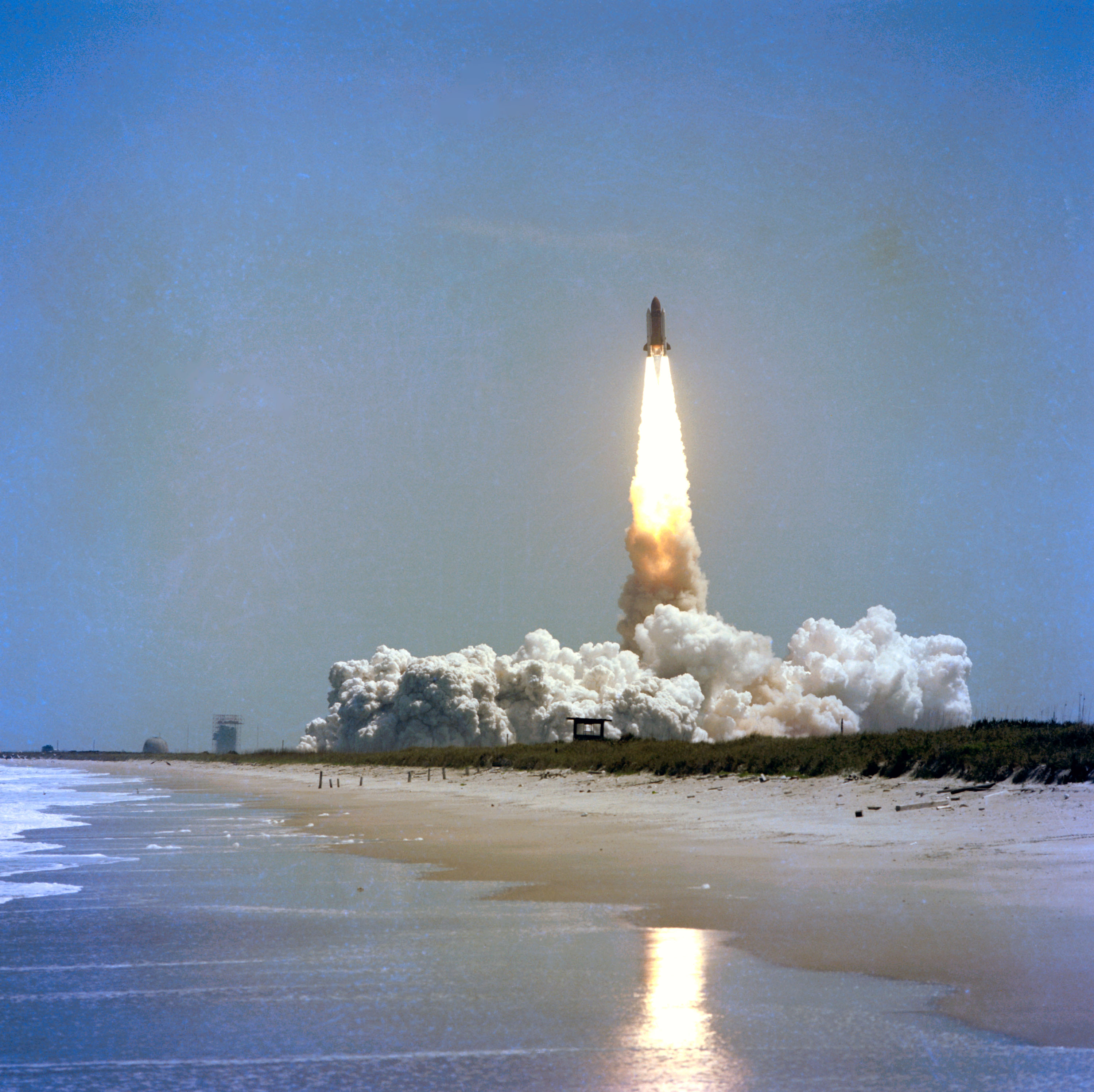
Widok na startujący wahadłowiec Challenger z plaży na przylądku Canaveral (4 kwietnia 1983).

Start przewidziany początkowo na 20 stycznia 1983 roku był trzykrotnie odkładany; dwukrotnie z powodu usterek technicznych (przeciek paliwa) i za trzecim razem ze względu na szalejącą przed startem burzę piaskową, która spowodowała przedostanie się pyłu do niektórych urządzeń pomiarowych, znajdujących się na pokładzie wahadłowca. Ostatecznie wahadłowiec wystartował 4 kwietnia 1983 roku. Była to pierwsza misja drugiego po Columbii wahadłowca. Podczas startu po raz pierwszy zastosowano nowy, lżejszy główny zbiornik paliwa, a także nowe, lżejsze rakiety pomocnicze SRB. Głównym celem misji było wyniesienie na orbitę geostacjonarną pierwszego satelity komunikacyjnego systemu TDRSS, którego zadaniem jest zapewnienie komunikacji między satelitami rządowymi USA, wahadłowcami a stacjami naziemnymi. Satelita miał się ustabilizować na 41° długości geograficznej zachodniej. Orbita stacjonarna została osiągnięta dopiero po kilku miesiącach, dzięki wielu interwencjom zdalnym i próbom uruchomienia silników korekcyjnych przez naziemną stację oraz po zużyciu prawie całego zapasu posiadanego paliwa. Przyczyną był defekt rakiety napędowej IUS. Inne zaplanowane prace i badania dotyczące m.in. produkcji ultraczystych lekarstw w warunkach nieważkości zostały zrealizowane.